# Coenobita
Genre
Le genre Coenobita regroupe des bernard-l'hermite terrestres, adaptés à la respiration aérienne. Il appartient à la famille des Coenobitidae, qui ne contient que deux genres : Coenobita (les cénobites) et Birgus (Crabe de cocotier).

## Description
Ce genre comprend plusieurs espèces de Crustacés décapodes terrestres à l'abdomen mou. Le genre Coenobita compte à ce jour 16 espèces recensées. Leur capacité à vivre sur terre est due à leurs branchies modifiées, adaptées à la respiration aérienne. Ils peuvent ainsi vivre à plusieurs kilomètres de l'eau dans des forêts, jungle et mangroves humides. Ils sont parfaitement adaptés à la vie terrestre, seuls les stades larvaires et la ponte se déroulent en milieu marin.
Les membres de ce genre protègent leur abdomen mou dans une coquille vide de Gastéropode récupérée, par exemple des genres Babylonia, Murex, Thais ou Turbo. Ceci leur permet aussi de réguler leur équilibre hydrique et éviter la déshydratation.
Le terme Coenobita a la même étymologie que la forme de vie monastique pratiquée par les cénobites, dérivé du grec ancien κοινός et βίος (koinos et bios, signifiant en commun et vie). Les moines cénobites pratiquaient un mode de vie communautaire, contrairement aux ermites, solitaires. Le terme Coenobita est donc un jeu de mots qui fait référence au nom vernaculaire donné à la super-famille contenant ce genre, les Paguroidea, appelés plus communément bernard l'hermite.
De fait, les individus du genre Coenobita vivent en colonies nombreuses, parfois une centaine d'individus.  Ce sont des omnivores charognards; ils se nourrissent de débris végétaux et animaux: fruits tombés à terre, bois pourri, cadavres d'animaux, et parfois même d'excréments.
Comme tous les arthropodes, les Coenobita doivent muer pour continuer à croître. Les membres de ce genre sont capables de perdre une patte ou un chélipède par autotomie et de le régénérer peu à peu. Un membre neuf apparaîtra à la mue suivante. Leur longévité peut dépasser 20 ans.
Plusieurs espèces de ce genre sont vendues comme animaux de compagnie, surtout en Australie et aux États-Unis, mais aussi au Japon où on commercialise des coquilles fantaisie en plastique. 

## Liste des espèces

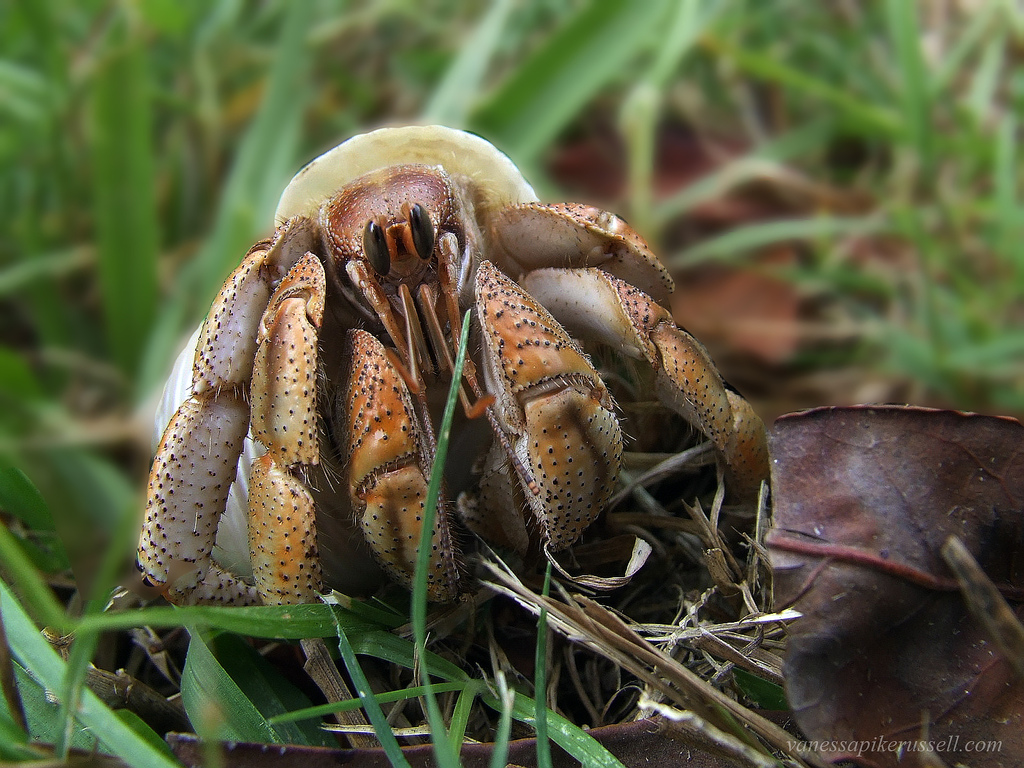
Les cénobites, comme ce Coenobita variabilis, sont très bien adaptés à la vie terrestre.

| Selon World Register of Marine Species (9 août 2018) : - Coenobita brevimanus Dana, 1852 - Coenobita carnescens Dana, 1851 - Coenobita cavipes Stimpson, 1858 - Coenobita clypeatus (Fabricius, 1787) - Coenobita compressus H. Milne Edwards, 1836 - Coenobita lila Rahayu, Shih & Ng, 2016 - Coenobita longitarsis de Man, 1902 - Coenobita olivieri Owen, 1839 - Coenobita perlatus H. Milne Edwards, 1837 - Coenobita pseudorugosus Nakasone, 1988 - Coenobita purpureus Stimpson, 1858 - Coenobita rubescens Greeff, 1884 - Coenobita rugosus H. Milne Edwards, 1837 - Coenobita scaevola (Forskål, 1775) - Coenobita spinosus H. Milne Edwards, 1837 - Coenobita variabilis McCulloch, 1909 - Coenobita violascens Heller, 1862 | Selon Biolib : - Coenobita brevimanus Dana, 1852 - Coenobita cavipes Stimpson, 1858 - Coenobita carnescens Dana 1851 - Coenobita clypeatus J. C. Fabricius, 1787 - Coenobita compressus Herbst, 1791 - Coenobita olivieri Owen, 1839 - Coenobita perlatus H. Milne Edwards, 1837 - Coenobita pseudorugosus Nakasone 1988 - Coenobita purpureus Stimpson, 1858 - Coenobita rubescens Greef 1884 - Coenobita rugosus H. Milne-Edwards, 1837 - Coenobita scaevola Forskål, 1775 - Coenobita spinosus H. Milne Edwards, 1837 - Coenobita variabilis McCulloch, 1909 - Coenobita violascens Heller, 1862 |

## Vie en captivité
Chaque espèce de Coenobita a besoin d'un terrarium ayant les dimensions minimum 45x45x45 (longueur x largeur x hauteur).
Un bernard l'hermite aura besoin de nombreuses structures d'escalade, de la végétation si possible, de nombreuses cachettes, d'un substrat d'une hauteur minimum de 10 cm conçu de sable et de fibres de cocos, deux gamelles d'eau dont une sera remplie d'eau salée, et l'autre d'eau douce ainsi que de nombreuses coquilles (environ 3 par individu). La température devra être de 24 à 28 degrés et une hygrométrie de 70 à 80 % sera nécessaire.

### La mue
La façon dont muent des bernard l'hermite est tout sauf ordinaire, ils s'enterrent dans le sable et y restent durant plusieurs semaines, pendant cette période il ne faut en aucun cas les sortir de leur cachette. Les 10 cm de substrat sont nécessaires pour la mue des BHT (Bernard l'hermite terrestre) ils n'ont sinon pas la possibilité de s'enfouir dans le sable.

### La reproduction
La reproduction chez les BHT est très difficile à obtenir en captivité, en effet pour que cela arrive le terrarium des BHT doit reproduire le milieu naturel de ces derniers dans les moindres détails.
La femelle pond ses œufs dans la mer et les petits naissent sous forme de larves. Les branchies des juvéniles vont se transformer en poumon et les petits sortiront de l'eau pour commencer une nouvelles vie terrestre.

### L'alimentation
Tous les Coenobita mangent les mêmes aliments.
Voici une petite liste de certains aliments appréciés par les BHT et non toxiques : 

les carottes, les bananes, les pommes, de la viande rouge crue, les coquilles d’œufs, les poires, les os de seiche, les noix de cocos, les huîtres, la salade, le poulet, les feuilles de chênes et d'érables (mortes), les asperges, les cerises, les fraises, les framboises, le miel, les fruits secs, les brocolis, les endives, le poisson cuit, les haricots verts, le jambon blanc, les bulots, les crevettes.
Il est très important de donner de la viande à vos protégés, leur alimentation doit contenir ~ 20 % de viande, surtout pour les Clypeatus.
Voici une petite liste de certains aliments toxiques : 

l'ail, l'aloe vera, l'anis, les arbres à épines, l'armoise, les boutons d'or, le buis, le cacao, la camomille, la cannelle, le cèdre, le chocolat, l'eucalyptus, les géraniums, le houx, le laurier, le lierre, les oignons, le romarin, le thym, la vanilline.

## Galerie d'espèces

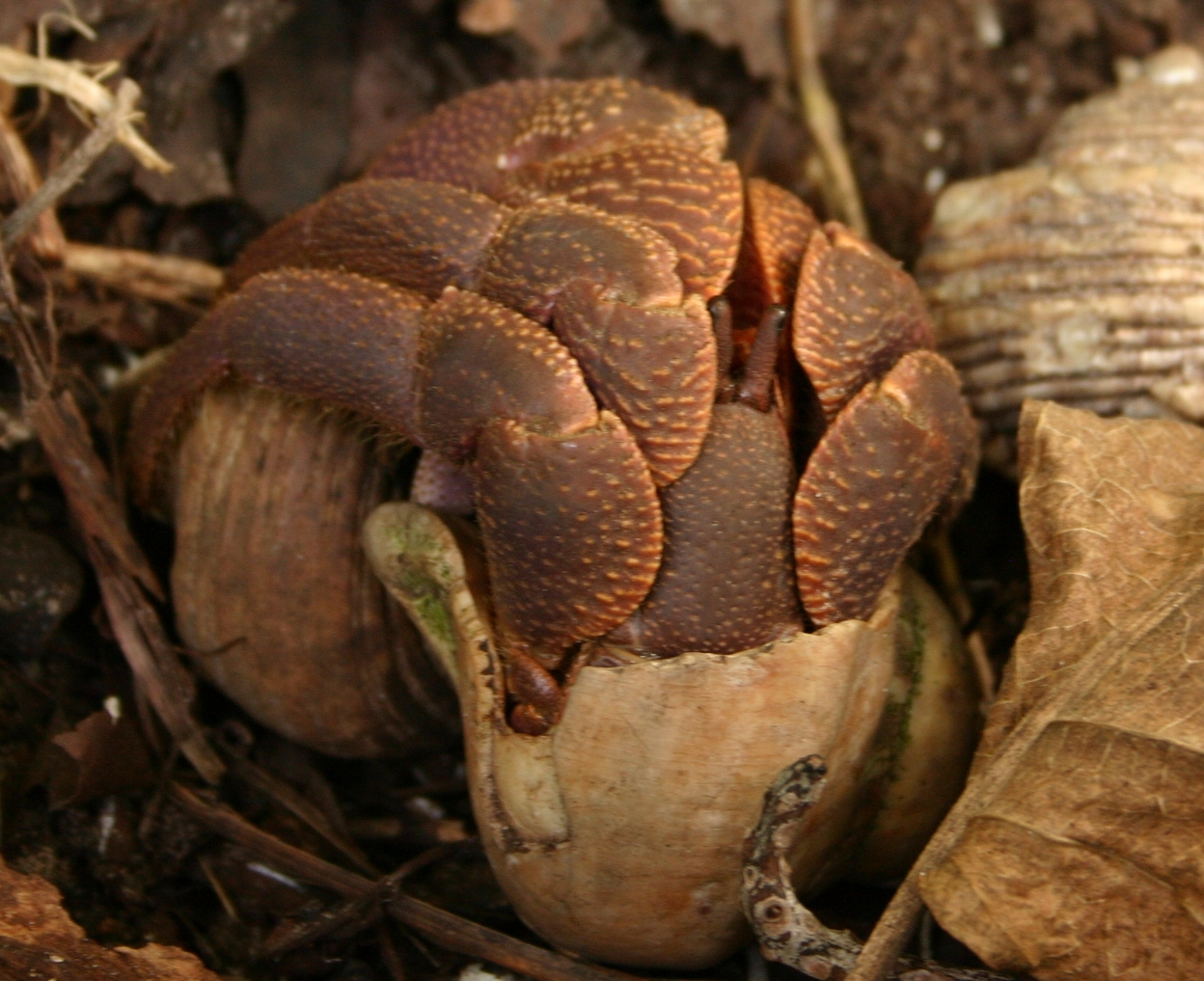
Coenobita brevimanus
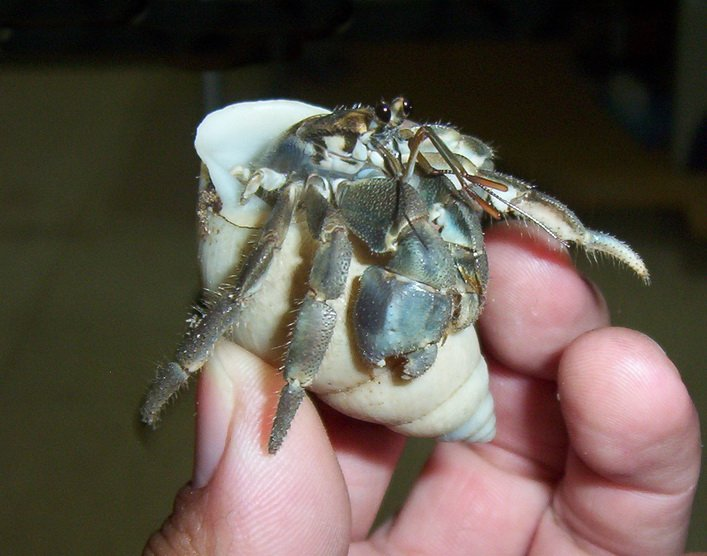
Coenobita cavipes
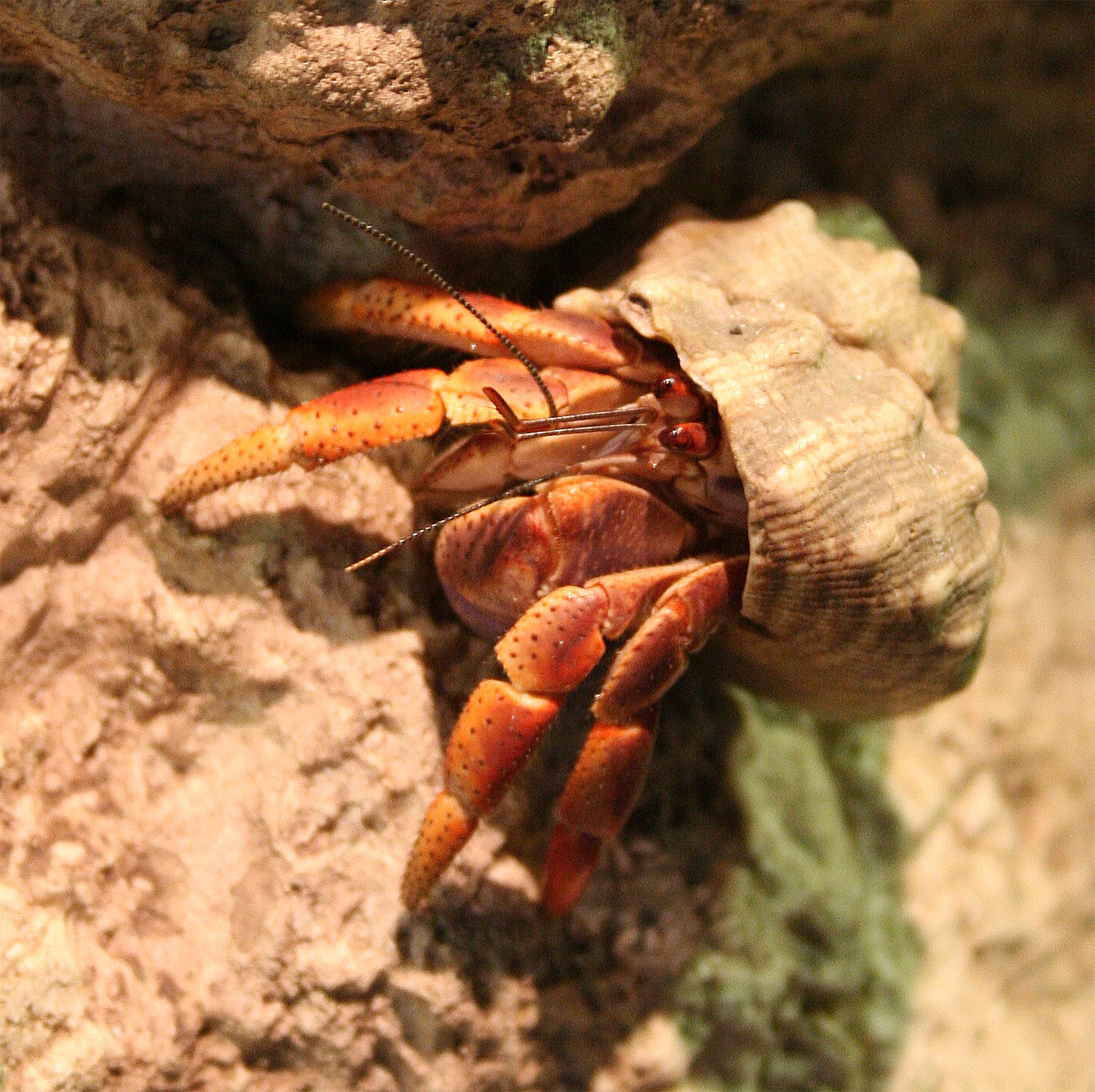
Coenobita clypeatus
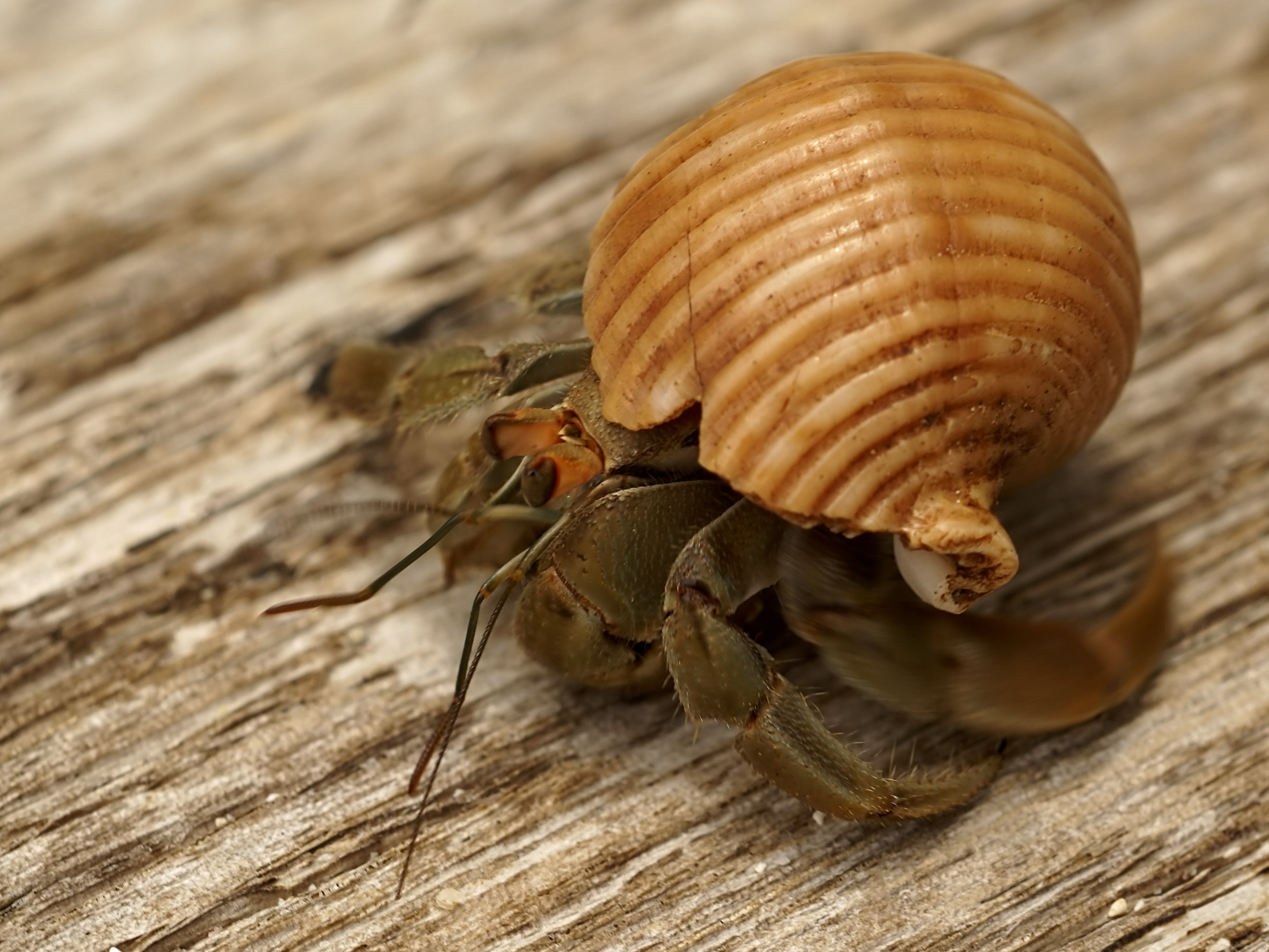
Coenobita compressus
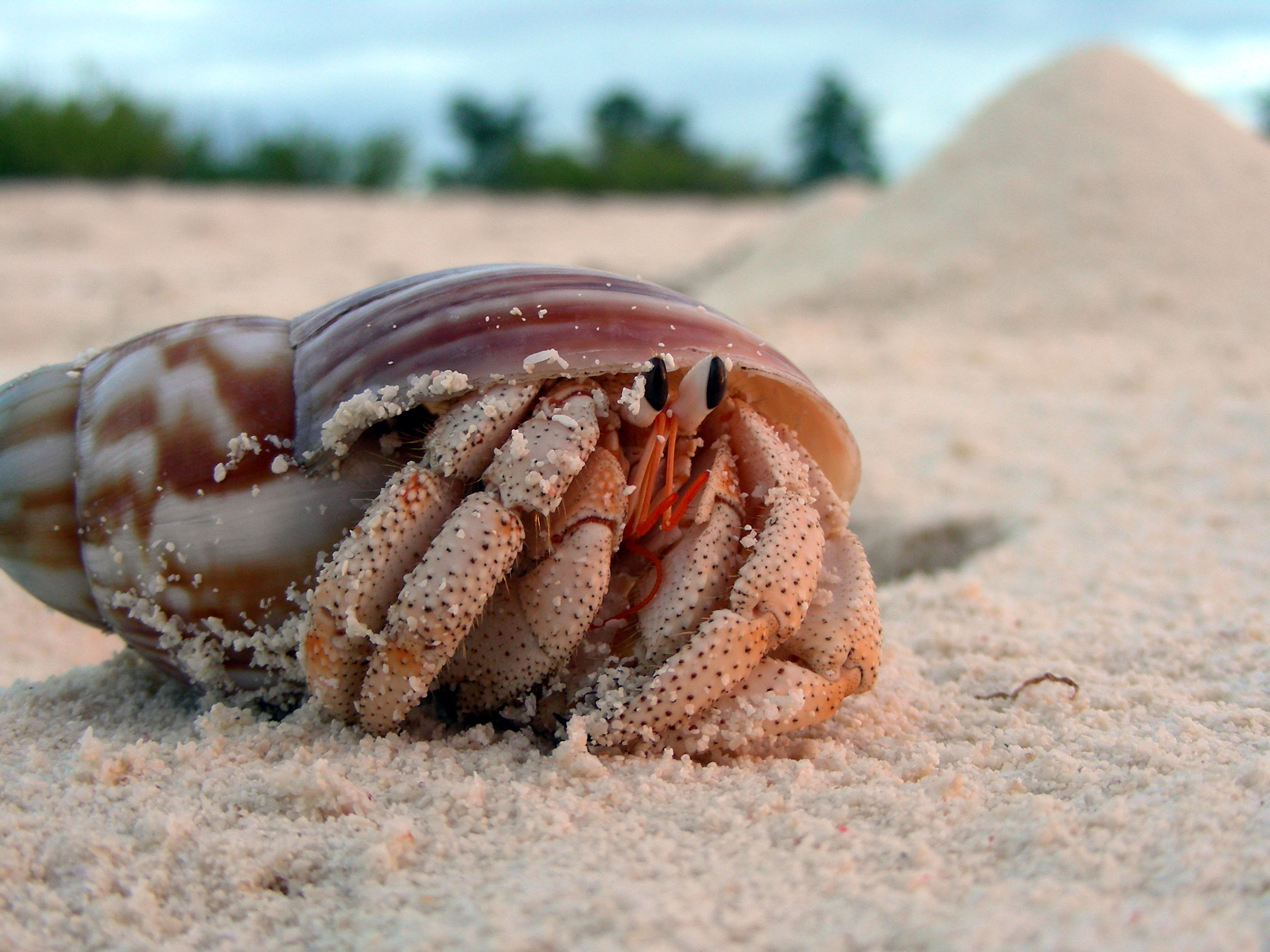
Coenobita perlatus
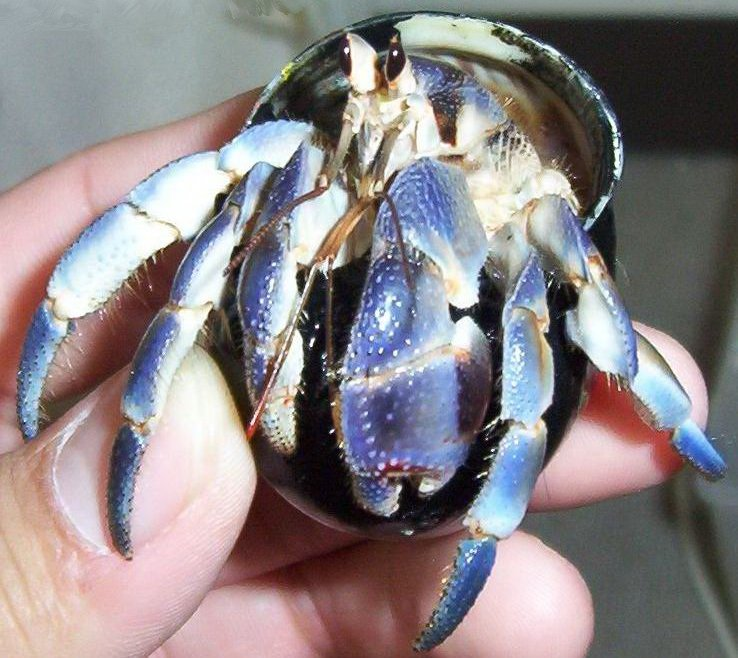
Coenobita purpureus
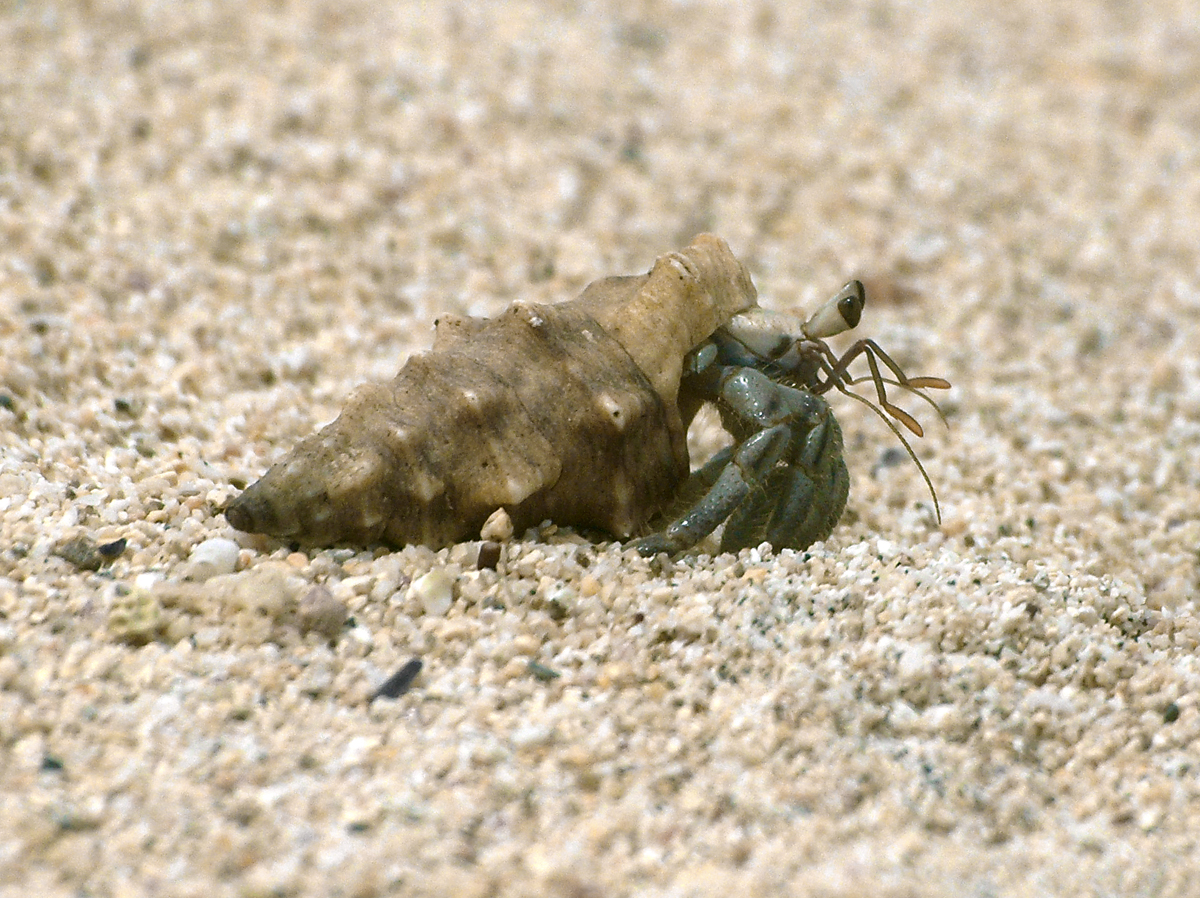
Coenobita rugosus
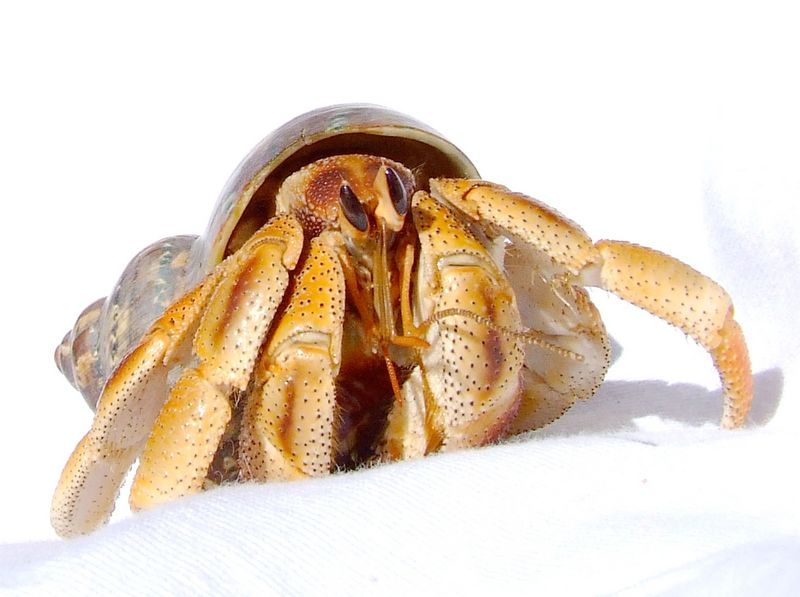
Coenobita variabilis
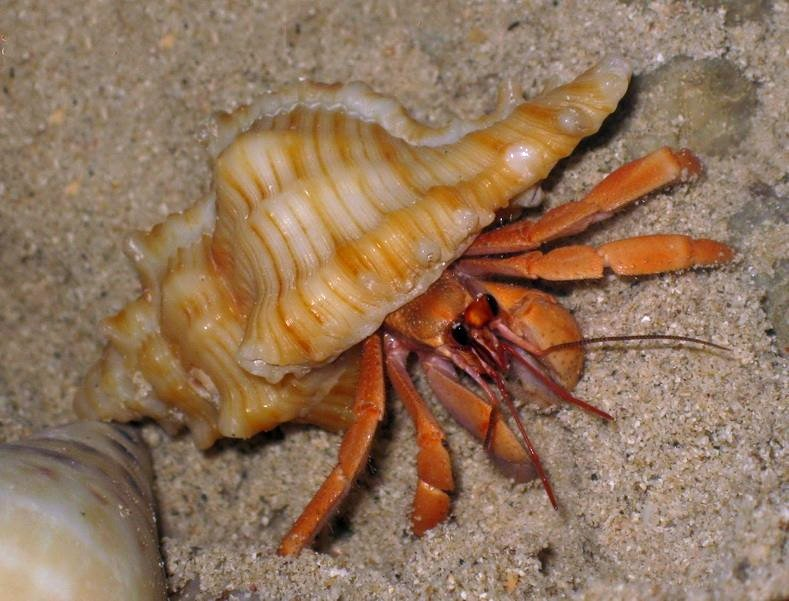
Coenobita violascens